# Farsowski
Farsowski (russisch Фарсовский) ist ein Dorf (chutor) in Südrussland. Es gehört zur Republik Adygeja und hat 13 Einwohner (Stand 2019). Im Ort gibt es 1 Straße.

## Geographie
Das Dorf im Südosten des Giaginski Rajon, am rechten Ufer des Flusses Fars, 6 km südlich des Dorfes Sergijewskoje, 40 km südöstlich des Dorfes Giaginskaja und 35 km nordöstlich der Stadt Maikop. Tambowski und Karzew sind die nächsten Siedlungen.